# Mesnilana bevisi
Mesnilana bevisi là một loài ruồi trong họ Tachinidae.